# Paul Hardtmuth
Paul Hardtmuth, né le 2 juillet 1888 à Berlin (alors dans le royaume de Prusse) et mort le 5 janvier 1962 à Hampstead (Londres), est un acteur britannique.

## Biographie
Paul Hardtmuth naît à Berlin en 1888.
Il fait ses débuts au cinéma en Allemagne en 1917. Il co-écrit et apparait dans le film Um der Liebe Willen (1920).
Il meurt le 5 janvier 1962 à Hampstead (Londres),,.

## Filmographie partielle

### Au cinéma
- 1946 : La Perle noire (Bedelia) : un vieux Français
- 1949 : Allez coucher ailleurs : maire allemand (non crédité)
- 1949 : The Lost People : Jiri
- 1949 : Le Troisième Homme : Hartman - portier à l'Hôtel Sacher (non crédité)
- 1950 : Mission dangereuse : prêtre
- 1953 : Aventures à Berlin : le gardien du quai
- 1957 : Frankenstein s'est échappé : professeur Bernstein
- 1959 : La Maison des sept faucons : Beukleman
- 1961 : Le Cadavre qui tue : Prof. Luckman

## Récompenses et distinctions
- (en) Paul Hardtmuth: Awards, sur l'Internet Movie Database